# Tomopteris espana
Tomopteris espana är en ringmaskart som beskrevs av Caroli 1932. Tomopteris espana ingår i släktet Tomopteris och familjen Tomopteridae. Inga underarter finns listade i Catalogue of Life.